# Big Poppa
Singles de The Notorious B.I.G.
Juicy
(1994) One More Chance
(1995)
 (juillet 2024).
Si vous disposez d'ouvrages ou d'articles de référence ou si vous connaissez des sites web de qualité traitant du thème abordé ici, merci de compléter l'article en donnant les références utiles à sa vérifiabilité et en les liant à la section « Notes et références ».
Big Poppa est le second single de The Notorious B.I.G., extrait de l'album Ready to Die.
Il a été nommé aux Grammy Awards et aux Billboard Music Awards. Enregistré en 1994 et sorti en tant que single en 1995, il est sûrement l'un des plus grands singles de The Notorious B.I.G., avec Juicy. La chanson est restée quelque temps dans le top 10 du Billboard Hot 100 à la sixième place. Ce single utilise un sample provenant de la chanson Between the Sheets interprétée par The Isley Brothers. 
Cette chanson fut l'une des premières chansons de rap américain à être appréciée par un public autre que le public afro-américain ou hispanique, avec énormément de fans dans toutes les ethnies présentes aux États-Unis. Elle devint l'une des chansons de rap les plus populaires de cette décennie, et est encore écoutée aujourd'hui. Dans la version censurée, le vers du refrain To the honeys gettin' money, playin' niggaz like dummies devient To the honeys gettin' money playin' fellaz like dummies.
Cette chanson est l'une des plus populaires de Biggie, si bien qu'elle a été certifiée disque de platine par la RIAA.
Un remix officiel intitulé Big Poppa (So So Def Remix) a été réalisé en 1995, avec un featuring de Jermaine Dupri. Les paroles sont similaires (Jermaine remplace Puff Daddy sur le I love when you call me Big Poppa) excepté que B.I.G. a un troisième couplet. 

## Réalisation et contenu
Le titre est basé sur le principal surnom de The Notorious B.I.G.. Le vers I love when you call me Big Poppa est similaire à celui de son couplet dans la chanson de Super Cat, Dolly My Baby, réalisée un an auparavant, en 1993. Le son fait un clin d'œil à un autre artiste de Bad Boy Records, Craig Mack, qui l'aida à écrire les paroles (now check it, I got more Mack than Craig in the bed...).
La chanson a été utilisée dans le film de 2001, Hardball, dans le film biographique de 2009, Notorious, et dans le film de 2008, SuperGrave. Le groupe The LOX, dans sa chanson Money, Power & Respect, a fait un hommage à Biggie dans le vers We'll Always Love Big Poppa.
Gwen Stefani a utilisé l'instrumentale de Big Poppa dans sa chanson Luxurious.

## Liste des titres du single

### 12 inches

#### Face A
1. Big Poppa (Club Mix) (4:13)
2. Warning (Club Mix) (3:41)
3. Big Poppa (Instrumental) (4:13)

#### Face B
1. Big Poppa (Radio Edit) (4:12)
2. Warning (Radio Edit) (2:57)
3. Warning (Instrumental) (3:41)
4. Who Shot Ya?

### Maxi single
1. Big Poppa (radio edit)
2. Big Poppa (remix radio edit)
3. Who Shot Ya? (radio edit)
4. Big Poppa (remix instrumental)
5. Big Poppa (club mix)
6. Big Poppa (remix club mix)
7. Who Shot Ya? (club mix)
8. Warning (club mix)

## Classement

### Positions
| Classement (1995)                               | Position |
| ----------------------------------------------- | -------- |
| U.S. Billboard Hot 100                          | 6        |
| U.S. Billboard Hot R&B/Hip-Hop Singles & Tracks | 1        |
| U.S. Billboard Hot Rap Singles                  | 1        |
| UK Singles Chart                                | 30       |
| Canadian Singles Chart                          | 42       |

| End of year chart (1995) | Position |
| ------------------------ | -------- |
| U.S. Billboard Hot 100   | 47       |

## Reprise
Les Mindless Self Indulgence ont réalisé une reprise de la chanson pour leur album Shut Me Up.